# Trio Bulgarka
Trio Bulgarka, také známé jako Tři zlaté mince, dříve jako Folklorní trio Bulgarka, je bulharská vokální skupina.
Mezinárodní pozornost na sebe upoutala v roce 1975 díky spolupráci na albu „Le Mystere des voix Bulgares“, původně vydaném švýcarským vydavatelstvím Disques Cellier.
Trio tvoří zpěvačky Stoyanka Boneva z Pirinu, Yanka Rupkina ze Strandže a Eva Georgieva z Dobrudži. Rozmanitost jejich původu jim umožnila vytvořit jedinečnou atmosféru hudby.

## Alba
- Le Mystere des voix Bulgares (1975)
- The forest is crying (1987)